# Asynapta pectoralis
Asynapta pectoralis är en tvåvingeart som först beskrevs av Johannes Winnertz 1853.  Asynapta pectoralis ingår i släktet Asynapta och familjen gallmyggor. Inga underarter finns listade i Catalogue of Life.